# Liste des horloges astronomiques d'Allemagne
Cet article recense les horloges astronomiques d'Allemagne.

## Liste
| Édifice                                         | Commune                  | Land                               | Date | Notes                                       | Coordonnées                       | Illus. |
| ----------------------------------------------- | ------------------------ | ---------------------------------- | ---- | ------------------------------------------- | --------------------------------- | ------ |
| Hôtel de ville                                  | Bad Urach                | Bade-Wurtemberg                    |      |                                             | 48° 29′ 36″ nord, 9° 23′ 57″ est  |        |
| Hôtel de ville                                  | Bietigheim-Bissingen     | Bade-Wurtemberg                    |      |                                             | 48° 57′ 34″ nord, 9° 07′ 33″ est  |        |
| Ancien hôtel de ville                           | Bopfingen                | Bade-Wurtemberg                    | 1585 | Horloge lunaire                             | 48° 51′ 27″ nord, 10° 21′ 08″ est |        |
| Nouvel hôtel de ville (de)                      | Esslingen am Neckar      | Bade-Wurtemberg                    |      | Horloge lunaire                             | 48° 44′ 34″ nord, 9° 18′ 27″ est  |        |
| Ancien hôtel de ville (de)                      | Esslingen am Neckar      | Bade-Wurtemberg                    | 1591 |                                             | 48° 44′ 33″ nord, 9° 18′ 28″ est  |        |
| Ancien hôtel de ville (de) et son Kunstuhr (de) | Heilbronn                | Bade-Wurtemberg                    | 1580 |                                             | 49° 08′ 33″ nord, 9° 13′ 06″ est  |        |
| Hôtel de ville                                  | Kirchheim unter Teck     | Bade-Wurtemberg                    |      |                                             | 48° 38′ 56″ nord, 9° 27′ 05″ est  |        |
| Hôtel de ville                                  | Markgröningen            | Bade-Wurtemberg                    |      |                                             | 48° 54′ 19″ nord, 9° 04′ 45″ est  |        |
| Hôtel de ville                                  | Schramberg               | Bade-Wurtemberg                    |      |                                             | 48° 13′ 32″ nord, 8° 23′ 06″ est  |        |
| Église Saint-Michel (de)                        | Schwäbisch Hall          | Bade-Wurtemberg                    |      |                                             | 49° 06′ 45″ nord, 9° 44′ 18″ est  |        |
| Château                                         | Sigmaringen              | Bade-Wurtemberg                    |      | Horloge lunaire                             | 48° 05′ 16″ nord, 9° 13′ 01″ est  |        |
| Hôtel de ville (de)                             | Stuttgart                | Bade-Wurtemberg                    | 1956 |                                             | 48° 46′ 22″ nord, 9° 10′ 34″ est  |        |
| Hôtel de ville (de)                             | Tübingen                 | Bade-Wurtemberg                    | 1510 |                                             | 48° 31′ 13″ nord, 9° 03′ 12″ est  |        |
| Église de Birnau                                | Überlingen               | Bade-Wurtemberg                    |      |                                             | 47° 44′ 46″ nord, 9° 13′ 09″ est  |        |
| Hôtel de ville (de)                             | Ulm                      | Bade-Wurtemberg                    | 1581 |                                             | 48° 23′ 49″ nord, 9° 59′ 36″ est  |        |
| Château                                         | Weikersheim              | Bade-Wurtemberg                    |      |                                             | 49° 28′ 50″ nord, 9° 53′ 45″ est  |        |
| Église Saint-Blaise                             | Hann. Münden             | Basse-Saxe                         |      |                                             | 51° 25′ 51″ nord, 9° 40′ 43″ est  |        |
| Gartenkirche                                    | Hanovre                  | Basse-Saxe                         |      |                                             | 52° 22′ 09″ nord, 9° 44′ 51″ est  |        |
| Wichernhaus                                     | Altdorf bei Nürnberg     | Bavière                            |      |                                             | 49° 23′ 03″ nord, 11° 21′ 24″ est |        |
| Hôtel de ville                                  | Amberg                   | Bavière                            |      |                                             | 49° 26′ 43″ nord, 11° 51′ 31″ est |        |
| Hôtel de ville                                  | Aschaffenbourg           | Bavière                            | 1957 |                                             | 49° 58′ 25″ nord, 9° 08′ 43″ est  |        |
| Hôtel de ville                                  | Bad Tölz                 | Bavière                            |      |                                             | 47° 45′ 39″ nord, 11° 33′ 37″ est |        |
| Hôtel de ville                                  | Bad Windsheim            | Bavière                            | 1900 |                                             | 49° 30′ 08″ nord, 10° 25′ 03″ est |        |
| Horloge astronomique de Meier                   | Bessenbach               | Bavière                            | 1974 |                                             | 49° 57′ 04″ nord, 9° 15′ 06″ est  |        |
| Unteres Tor                                     | Guntzbourg               | Bavière                            |      |                                             | 48° 27′ 18″ nord, 10° 16′ 29″ est |        |
| Hôtel de ville                                  | Kaufbeuren               | Bavière                            |      |                                             | 47° 52′ 48″ nord, 10° 37′ 23″ est |        |
| Église Saint-Martin                             | Landshut                 | Bavière                            |      | Horloge lunaire                             | 48° 32′ 03″ nord, 12° 09′ 04″ est |        |
| Schwäbisches Turmuhrenmuseum (en)               | Mindelheim               | Bavière                            |      | Horloge lunaire                             | 48° 02′ 49″ nord, 10° 29′ 12″ est |        |
| Ancien hôtel de ville                           | Munich                   | Bavière                            |      |                                             | 48° 08′ 12″ nord, 11° 34′ 37″ est |        |
| Bayerisches Nationalmuseum                      | Munich                   | Bavière                            |      | Horloge lunaire                             | 48° 08′ 36″ nord, 11° 35′ 28″ est |        |
| Église Saint-Bennon                             | Munich                   | Bavière                            | 1895 | Horloge lunaire sur cadran solaire          | 48° 08′ 56″ nord, 11° 33′ 10″ est |        |
| Deutsches Museum                                | Munich                   | Bavière                            | 1932 |                                             | 48° 07′ 48″ nord, 11° 35′ 00″ est |        |
| Église de Melanchthon                           | Nuremberg                | Bavière                            |      |                                             | 49° 29′ 10″ nord, 11° 06′ 26″ est |        |
| Église Notre-Dame                               | Nuremberg                | Bavière                            | 1506 |                                             | 49° 27′ 14″ nord, 11° 04′ 41″ est |        |
| Hôtel de ville                                  | Ochsenfurt               | Bavière                            |      |                                             | 49° 39′ 51″ nord, 10° 03′ 55″ est |        |
| Ratstrinkstube                                  | Rothenburg ob der Tauber | Bavière                            |      |                                             | 49° 22′ 36″ nord, 10° 10′ 44″ est |        |
| Abbaye de Schweiklberg                          | Vilshofen an der Donau   | Bavière                            |      | Horloge lunaire                             | 48° 37′ 46″ nord, 13° 10′ 33″ est |        |
| Église Saint-Joseph                             | Berlin-Siemensstadt      | Berlin                             |      | Horloge lunaire                             | 52° 32′ 23″ nord, 13° 16′ 13″ est |        |
| Maison de Goethe                                | Francfort-sur-le-Main    | Hesse                              |      |                                             | 50° 06′ 40″ nord, 8° 40′ 39″ est  |        |
| Hôtel de ville (de)                             | Marbourg                 | Hesse                              |      |                                             | 50° 48′ 31″ nord, 8° 46′ 15″ est  |        |
| Église                                          | Bad Doberan              | Mecklembourg-Poméranie-Occidentale | 1390 |                                             | 54° 06′ 28″ nord, 11° 54′ 35″ est |        |
| Église Saint-Jean                               | Malchin                  | Mecklembourg-Poméranie-Occidentale | 1596 | Désaffectée                                 | 53° 44′ 26″ nord, 12° 45′ 40″ est |        |
| Église Sainte-Marie                             | Rostock                  | Mecklembourg-Poméranie-Occidentale |      |                                             | 54° 05′ 22″ nord, 12° 08′ 19″ est |        |
| Fünfgiebelhaus                                  | Rostock                  | Mecklembourg-Poméranie-Occidentale |      |                                             | 54° 05′ 21″ nord, 12° 08′ 05″ est |        |
| Église Saint-Nicolas (de)                       | Stralsund                | Mecklembourg-Poméranie-Occidentale | 1394 | Dans l'église Saint-Nicolas                 | 54° 18′ 55″ nord, 13° 05′ 28″ est |        |
| Église Sainte-Marie (de)                        | Wismar                   | Mecklembourg-Poméranie-Occidentale | 1435 | Détruite pendant la Seconde Guerre mondiale | 53° 53′ 28″ nord, 11° 27′ 46″ est |        |
| Église Notre-Dame (de)                          | Bielefeld                | Rhénanie-du-Nord-Westphalie        |      |                                             | 52° 01′ 01″ nord, 8° 31′ 46″ est  |        |
| Planétarium                                     | Cologne                  | Rhénanie-du-Nord-Westphalie        |      |                                             | 50° 57′ 59″ nord, 6° 57′ 23″ est  |        |
| Université                                      | Cologne                  | Rhénanie-du-Nord-Westphalie        | 1932 |                                             | 50° 55′ 41″ nord, 6° 55′ 43″ est  |        |
| Cathédrale Saint-Paul                           | Münster                  | Rhénanie-du-Nord-Westphalie        | 1540 |                                             | 51° 57′ 47″ nord, 7° 37′ 32″ est  |        |
| Rathaus (hôtel de ville)                        | Worms                    | Rhénanie-Palatinat                 | 1958 |                                             | 49° 37′ 48″ nord, 8° 21′ 46″ est  |        |
| Église Saints-Pierre-et-Paul                    | Görlitz                  | Saxe                               |      |                                             | 51° 09′ 17″ nord, 14° 59′ 16″ est |        |
| Hôtel de ville (de)                             | Görlitz                  | Saxe                               | 1527 |                                             | 51° 09′ 22″ nord, 14° 59′ 26″ est |        |
| Hôtel de ville                                  | Grimma                   | Saxe                               |      |                                             | 51° 14′ 12″ nord, 12° 43′ 45″ est |        |
| Ancien hôtel de ville                           | Leipzig                  | Saxe                               |      |                                             | 51° 20′ 25″ nord, 12° 22′ 31″ est |        |
| Krochhochhaus (de)                              | Leipzig                  | Saxe                               |      |                                             | 51° 20′ 24″ nord, 12° 22′ 48″ est |        |
| Hôtel de ville                                  | Löbau                    | Saxe                               |      |                                             | 51° 05′ 44″ nord, 14° 39′ 59″ est |        |
| Ancien hôtel de ville                           | Plauen                   | Saxe                               |      |                                             | 50° 29′ 42″ nord, 12° 08′ 07″ est |        |
| Hôtel de ville                                  | Aschersleben             | Saxe-Anhalt                        |      |                                             | 51° 48′ 06″ nord, 11° 29′ 42″ est |        |
| Au Tor                                          | Bad Schmiedeberg         | Saxe-Anhalt                        |      |                                             | 51° 41′ 10″ nord, 12° 44′ 02″ est |        |
| Château                                         | Bernbourg                | Saxe-Anhalt                        | 1938 |                                             | 51° 47′ 40″ nord, 11° 44′ 06″ est |        |
| Église Saint-Venceslas (de)                     | Naumbourg                | Saxe-Anhalt                        |      | Horloge lunaire                             | 51° 09′ 06″ nord, 11° 48′ 35″ est |        |
| Hôtel de ville                                  | Pirna                    | Saxe-Anhalt                        |      | Horloge lunaire                             | 50° 57′ 45″ nord, 13° 56′ 32″ est |        |
| Église Saint-Jacob (de)                         | Sangerhausen             | Saxe-Anhalt                        |      | Horloge lunaire                             | 51° 28′ 22″ nord, 11° 17′ 53″ est |        |
| Église Sainte-Marie (de)                        | Stendal                  | Saxe-Anhalt                        |      |                                             | 52° 36′ 15″ nord, 11° 51′ 59″ est |        |
| Hôtel de ville (de)                             | Weißenfels               | Saxe-Anhalt                        |      | Horloge lunaire                             | 50° 35′ 36″ nord, 8° 50′ 34″ est  |        |
| Cathédrale                                      | Lübeck                   | Schleswig-Holstein                 |      |                                             | 53° 51′ 39″ nord, 10° 41′ 09″ est |        |
| Église Sainte-Marie                             | Lübeck                   | Schleswig-Holstein                 |      |                                             | 53° 52′ 05″ nord, 10° 41′ 06″ est |        |
| Hôtel de ville (de)                             | Altenbourg               | Thuringe                           |      | Horloge lunaire                             | 50° 59′ 06″ nord, 12° 26′ 00″ est |        |
| Hôtel de ville                                  | Arnstadt                 | Thuringe                           |      | Horloge lunaire                             | 50° 50′ 02″ nord, 10° 56′ 44″ est |        |
| Hôtel de ville                                  | Bad Berka                | Thuringe                           |      | Horloge lunaire                             | 50° 54′ 00″ nord, 11° 17′ 01″ est |        |
| Hôtel de ville                                  | Iéna                     | Thuringe                           |      |                                             | 50° 55′ 42″ nord, 11° 35′ 14″ est |        |
| Hôtel de ville                                  | Kindelbrück              | Thuringe                           |      | Horloge lunaire                             | 51° 15′ 40″ nord, 11° 05′ 28″ est |        |
| Hôtel de ville                                  | Pößneck                  | Thuringe                           |      |                                             | 50° 41′ 43″ nord, 11° 35′ 47″ est |        |